# Convento

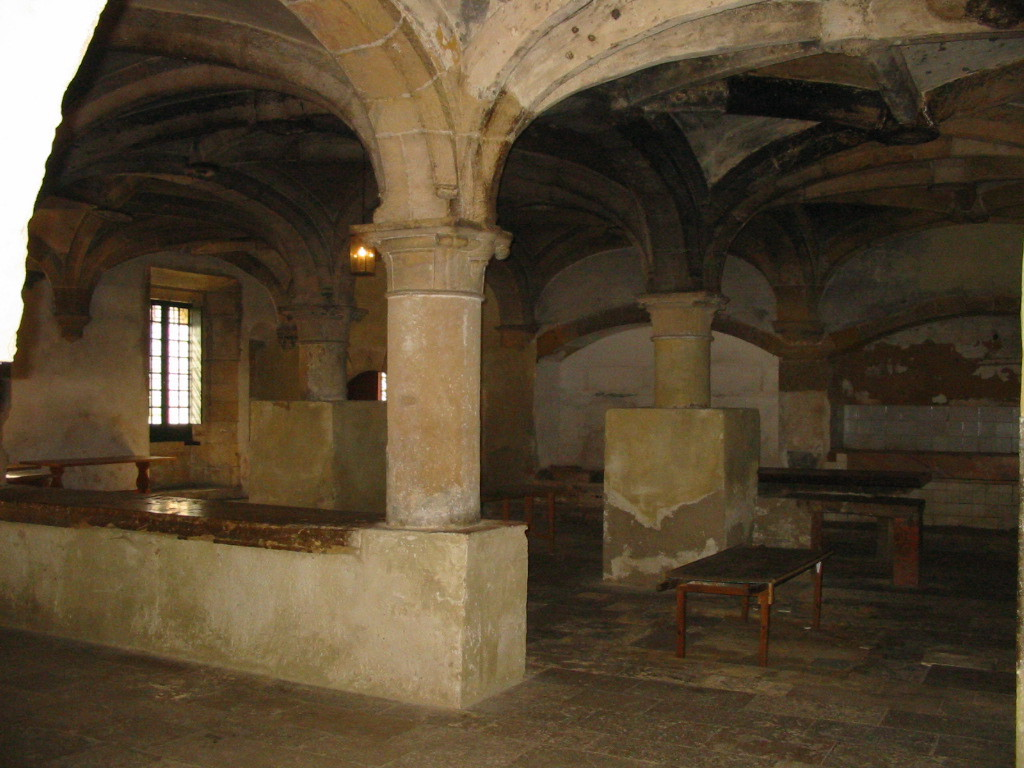
Cucina di un convento in Portogallo

Un convento è un complesso residenziale tipico dell'organizzazione comunitaria della vita consacrata nella cristianità latina, soprattutto cattolica: in particolare, il convento è il luogo che ospita una comunità di un ordine mendicante.
Talvolta il termine viene impiegato anche in riferimento alla lavra, un insediamento monastico della Chiesa ortodossa
In contesto arabofono il termine usato è invece "dayr", la cui radice si riallaccia al sostantivo "dār" (in arabo ﺩﺍﺭ‎?), ossia "casa". 
La funzione primaria del convento è di ospitare persone che vivono in una comunità religiosa (se maschile, composta di presbiteri e di frati laici, se femminile solo di suore) ed i servizi necessari alla comunità stessa (chiesa, mensa, lavanderia ecc.), ed eventualmente da essa forniti al mondo esterno (soprattutto scuole).

## Dal monastero al convento

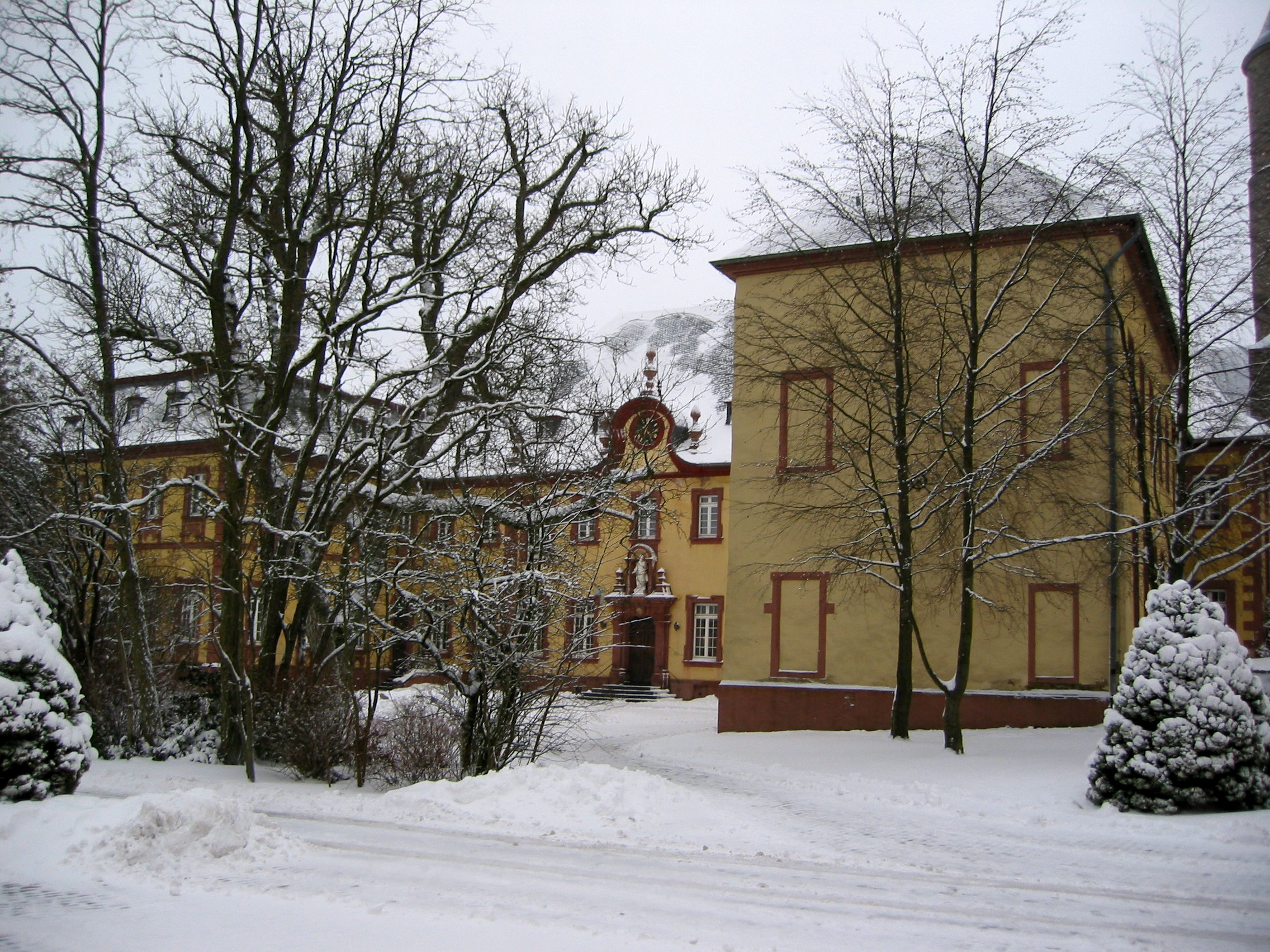
Convento in Germania, a Steinfeld

"Convento" non è sinonimo di "monastero": il primo termine venne introdotto con l'avvento degli ordini mendicanti, i cui membri sono chiamati "frati" e "suore".
Il convento è perciò una struttura successiva rispetto alle antiche abbazie medievali: generalmente è di dimensioni più modeste, meno complessa sul piano architettonico, ed ha funzioni quasi esclusivamente residenziali. Il convento, infatti, non rappresenta da solo l'intero mondo in cui i religiosi vivono: i frati o le suore di un convento sono membri di Ordini regolari (cioè sono dei religiosi, poiché hanno una propria regola), ma non conducono la vita prevalentemente contemplativa dei monaci, e anzi sono spesso dediti alla vita attiva nel mondo, dove assumono ruoli e funzioni principalmente nei servizi religiosi (predicazione, cura pastorale) e sociali (assistenza sociale e sanitaria, scuola).
Il convento cioè, nato alla fine del Medioevo, quando erano ormai cadute le ragioni di autodifesa e di riorganizzazione dell'ordine sociale sorte nelle epoche barbariche, non ha più quella caratteristica di grande azienda agricola e di centro di una comunità rurale, che le abbazie avevano mutuato dalla villa romana, e non è neppure, in genere, il grande centro intellettuale e culturale che esse erano state.
Esso tuttavia consente di ripristinare una qualche autonomia spirituale della comunità religiosa dal mondo, a differenza della struttura fortemente incardinata nel potere temporale che le abbazie erano diventate nel tempo.

## Conventi oggi

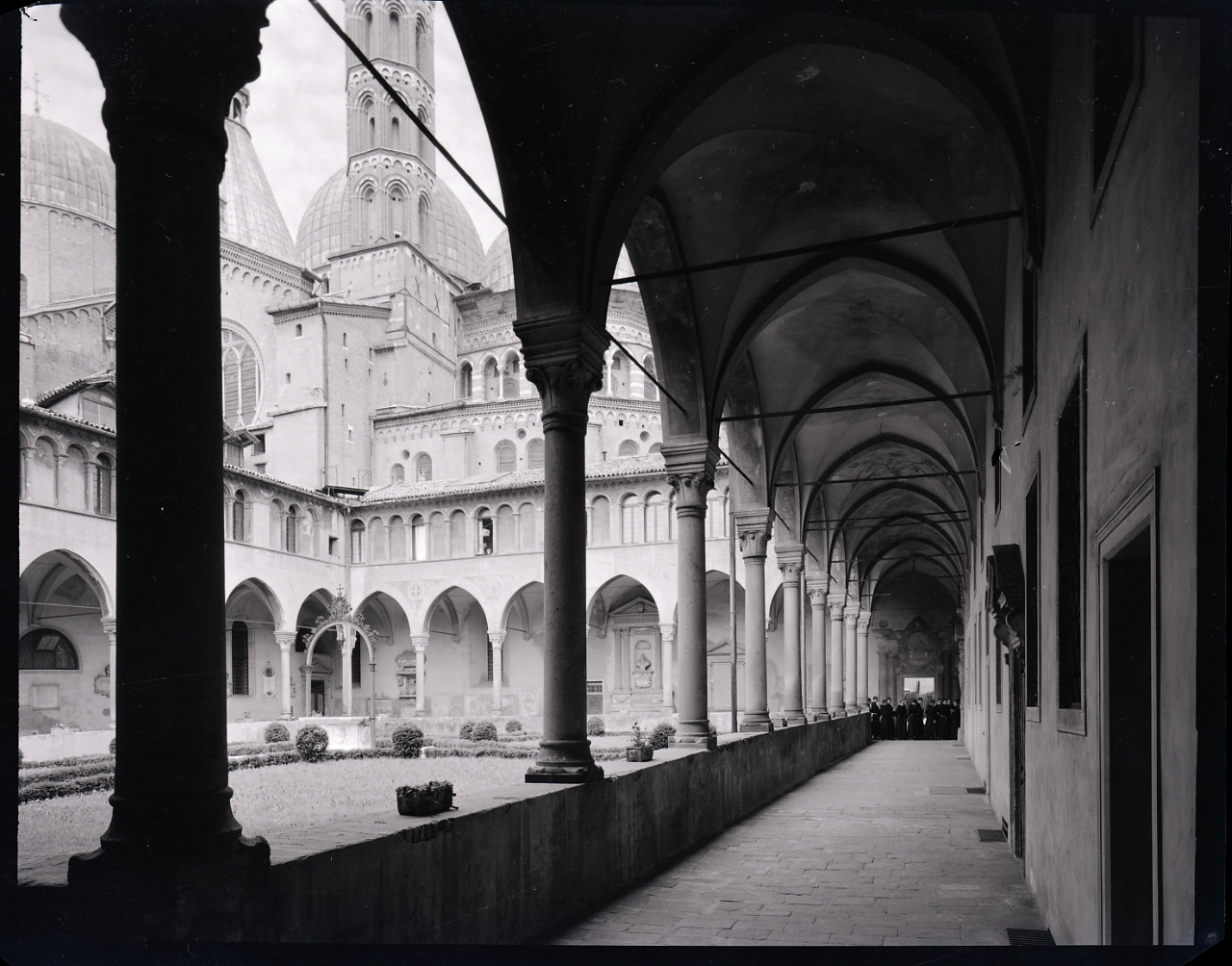
Un chiostro del convento di Sant'Antonio a Padova

Un convento è oggi, sostanzialmente, la residenza degli appartenenti ad un dato ordine religioso in un territorio dato. Anche in considerazione della crescente crisi di vocazioni religiose, tuttavia, negli ultimi decenni molti conventi sono rimasti deserti, gli immobili sono stati immessi sul mercato e spesso sono stati riconvertiti in residenze private o strutture alberghiere.
Talvolta sono gli stessi "padroni di casa" che si fanno carico direttamente di questa riconversione: operazione non complicatissima dal punto di vista edilizio, dal momento che si tratta di edifici pensati per l'uso collettivo, redditizia sul piano economico, se si tiene conto della crescita del flusso turistico, in particolare delle famiglie, e in fondo utile anche ai consumatori, cui vengono offerti in questo modo alloggi magari spartani, ma puliti, ragionevolmente confortevoli, spesso ubicati nel centro delle città e assai economici rispetto ai prezzi di mercato correnti.